# Космичка екологија
Космичка екологија је грана екологије настала 70-тих година 20. века, истовремено са освајањем космоса.

## Историјат
Космичка екологија се другачије назива екологија космичких летова јер је настала истовремено са освајањем космоса. Она проучава адаптацију човека на вештачке услове створене у космичким бродовима. Адаптација људског организма и човекове психе у затвореним вештачким срединама има огроман значај за даљу будућност трагања за новим могућностима живљења ван природних екосистема.

## Свемирска прашина
Годишње на земљину површину доспе чак 40.000 тона свемирске прашине. Већина ове материје доспева из интерпланетарних облака прашине, али још увек није утврђено порекло ових облака. Свемирска прашина омогућава да пронађемо делиће слагалице које ће нам објаснити када и како су настале планете и на који начин су на њих доспеле органске материје. Највероватније кључну улогу у формирању свега што нам је познато у свемиру имају астероиди и комете које као преносе свемирску прашину као својеврстан начин транспорта.